# Ephoron nanchangi
Ephoron nanchangi is een haft uit de familie Polymitarcyidae. De wetenschappelijke naam van de soort is voor het eerst geldig gepubliceerd in 1937 door Hsu.
De soort komt voor in het Oriëntaals gebied.